# Сандерс (Аризона)
Сандерс (енгл. Sanders) насељено је место без административног статуса у америчкој савезној држави Аризона.

## Демографија
По попису из 2010. године број становника је 630.
| Група             | 2000.    | 2010.       |
| Белци             | 0 (0,0%) | 139 (22,1%) |
| Афроамериканци    | 0 (0,0%) | 1 (0,2%)    |
| Азијати           | 0 (0,0%) | 3 (0,5%)    |
| Хиспаноамериканци | 0 (0,0%) | 24 (3,8%)   |
| Укупно            | 0        | 630         |